# Valle de Tláloc
Valle de Tláloc (eller Colonia Valle de Tláloc) är en ort i Mexiko, tillhörande kommunen Texcoco i delstaten Mexiko. Valle de Tláloc ligger i den centrala delen av landet och tillhör Mexico Citys storstadsområde. Orten hade 352 invånare vid folkräkningen 2010.